# هنري جاكسون (سياسي أمريكي)
هنري جاكسون (بالإنجليزية: Henry Jackson)‏ هو سياسي أمريكي، ولد في 1 فبراير 1811، وتوفي في 31 يوليو 1857.